# 前進駅 (平安南道)
前進駅（チョンジンえき、朝鮮語: 전진역）は、朝鮮民主主義人民共和国平安南道价川市に駅で、价川炭鉱線に属する。 

## 隣の駅
价川炭鉱線
自作駅 - 前進駅